# Fatma Yıldırım
Fatma Yıldırım (Mersin, 3 de gener de 1990) és una jugadora de voleibol turca. En la seva carrera professional va a jugar per clubs turcs com ara Fenerbahçe i Eczacıbaşı d'Istanbul, Halkbank d'Ankara, Bursa Büyükşehir Belediyespor de Bursa, en Turquia, i Florida State University en Estats Units. També juga per a la selecció nacional turca.